# Miejska Kasa Oszczędności w Poznaniu
Miejska Kasa Oszczędności (niem. Die Städtische Sparkasse) – kasa komunalna powołana przez władze miejskie Poznania, działająca w latach 1827-1833 i 1838-1914. 
Kasa była instytucją publicznoprawną nie posiadającą osobowości prawnej, ale zachowującą odrębność finansową. W pierwszym okresie funkcjonowania (1827-1833) przynosiła straty i została zamknięta. Po reaktywacji w 1838 działała zarządzana przez władze samorządu miejskiego i była gwarantowana budżetem miasta. Organem kontrolnym był prezes rejencji. 
Kasa była instytucją powszechną, gromadzącą niewielkie kwoty oszczędności, wypłacając jednak niewielkie oprocentowanie. Handlowała też papierami wartościowymi, udzielała pożyczek hipotecznych osobom prywatnym oraz kredytowała instytucje publiczne. Kasa radziła sobie po reaktywacji dobrze (w 1890 przeciętny wkład oszczędnościowy wynosił 262 marki). Klientami było głównie drobnomieszczaństwo. Stosowano politykę uprzywilejowania Niemców.